# ワールドパーティー
株式会社ワールドパーティーは、大阪市住吉区我孫子に本拠を置くレイングッズメーカー。

## 概要
1994年に前身の洋傘加工業であった株式会社中村から名義変更し、株式会社ワールドパーティーを設立。雨傘、日傘、レインウェア、レインブーツ、その他レイングッズを企画・製造する。「Wpc.」、「unnurella」、「KiU」の3ブランドを持ち、生産を中国で行いスケールメリットを生かして価格を抑える手法を取る。ビニール傘は扱わず、百貨店マーケットもあまり手掛けないというスタンスを堅持している。
「KiU」ブランドで、多くの野外フェスティバル協賛やロックミュージシャンとのコラボレーション企画を行っている。
2019年3月の「KiU」旗艦店のオープンまでは、店舗を持たないメーカーでありながら、野外フェスティバルなどアウトドアに特化した「KiU」ブランドで、多くの野外フェスティバルに協賛し、ブースを出し直接エンドユーザーの声を聞くなど、消費者に企業のスタンスや考え方を積極的に示し、その姿勢に共感してもらうファン作りを通したビジネスモデルを確立、独自の存在感を示し、売上げを着実に伸ばした。
「Wpc.」、「KiU」ともに、コンセプトは異なるものの主にヤングレディス向けで、営業体制も1本であったが、収益性向上のため2015年春からは事業部制をとった。中国での販売は、2014年8月設立の合弁会社が行っている。2020年からは、テーマを「どんな天気でも自分らしく」に設定し、男性向け商品を大幅に拡充させている。
2020年5月には、新型コロナウイルス感染拡大に伴い、「Wpc.」で日傘を持つことでナチュラルなソーシャルディスタンスが取れるという「Social Distancing with a parasol」by Wpc.™の提唱を始める。日傘は半径約50cmあるため、自然な形で人との距離が2ｍ取れるとしている。当初は大人向けに提唱を始めたが、機能性を持つ傘を子供たちに利用してもらう「子供を守ろう」キャンペーンを開始した。

### CSR
- 同社は2016年に立ち上げた自然災害復興支援基金『KiU PROJECT』で、売上げの一部を寄付する活動を行っているが、これは代表者の中村俊也の、「常に天候と向き合っている企業だからこそ、自然災害が多い日本では、その使命がある」との考えに基づく[8]。

- 2020年4月、新型コロナウィルス感染拡大に伴い、4月の売上げが前年同月比80%減の逆境の中、大阪市の松井一郎市長の呼びかけに応じ、レインジャケットなど2,300着（4,900円のレインギア500着、4,300円のポンチョ型1,800着）の無償提供を行った。その様子が、5月17日のMr.サンデーで報道された[15][16][17][14]。

- 2020年5月30日、日本財団の推薦により紺綬褒章受章[3][18]。

## 沿革
- 1994年 - 洋傘加工業であった株式会社中村から名義変更を行い、株式会社ワールドパーティーが設立。業務開始。
- 2004年 - マスターブランド『w.p.c』を立ち上げ。当初は女性向け傘のみの展開。
- 2009年 - 新社屋完成。本社を移転。
- 2010年
  - レインコートの展開を開始。
  - 「Save the Children JAPAN」への支援サポートを開始。
- 2011年 - レインブーツの展開を開始。
- 2012年 - 中国に合弁会社『沃爾特帕蒂（北京）貿易有限公司』を設立。
- 2013年
  - アウトドアユースでのライフスタイルを提案するブランドとして、『KiU』を立ち上げる。
  - イメージキャラクターに大政絢を起用[19]
  - 8月、中華人民共和国にて合弁会社を設立。北京、上海などの専門店に傘の卸売りを開始[7]。
- 2014年
  - ユニセックスラインとして『Wpc.』の展開を開始。
  - 3月、HIC（中国国際服装服飾博覧会）に出展[7]。
- 2015年
  - 長居支社新社屋完成。
  - 高密度超撥水生地を使用した『unnurella(アンヌレラ) by WPC』を立ち上げる[20]。
- 2016年
  - 『wpc. for kids』の展開開始。
  - 中国人観光客の折り畳み傘人気で売上げを伸ばす[21]。
  - 男性のビジネスシーンでの提案として、『Unnurella biz』を発売開始。
  - 自然災害復興支援基金『KiU PROJECT』開始。
- 2017年 - 長居物流センターが完成。
- 2018年 - 新木優子をイメージモデルとして起用[22]
- 2019年
  - 3月16日 - 東京都渋谷区に「KiU旗艦店」をオープン[23][9]。
  - 3月19日、染谷将太監督、菅田将暉、中島セナが出演する15周年記念短編映画「Wpc.15th Anniversary Special Short Movie『まだここにいる』」を、Wpc.オフィシャルHP上で公開[24][25]。
  - 10月16日 - 公益財団法人日本財団を通じ、令和元年東日本台風（台風19号）災害に対し復興支援金を寄付[26][27]。
- 2020年
  - 04 Limited SazabysのGEN、HEY-SMITHのかなすなど7人のアーティスト、モデルを起用する[11]。
  - 2020年度1月期で6期連続増収を達成し、売上げを53億円強とする。アウトドア志向でレインポンチョなど「KiU」が大きく伸びたほか、レインバッグの売上げが好調[28]。
  - 4月、大阪市の松井一郎市長の呼びかけに応じ、レインジャケットなど2,300着の寄付を行った[15][16][17][14]。
  - 4月21日、Wpc.とハローキティ＆リトルツインスターズのコラボ傘を発売[29]。
  - 5月、新型コロナウイルス感染拡大に伴い、「Wpc.」で日傘を持つことでナチュラルなソーシャルディスタンスが取れるという「Social Distancing with a parasol」by Wpc.™の提唱を開始[12][13][14]。
  - 5月、コミュニティーメディア『DROP tokyo』とコラボレーションし『NO matter what the weather , I'm always me』(どんな天気でも自分らしく)をテーマのもと、9名のモデルを起用し2020 SSビジュアルを発信[30]。
  - 5月30日、日本財団の推薦により紺綬褒章受章[3][18]
  - 6月、Wpc.とフラワーアート・ユニット「plantica」の共同企画によるフラワーアンブレラロングを発売[31]。
  - 11月、大阪・心斎橋にWpc.™ 全国初の直営店舗をオープン[32][33]。

[その他出典]

## ブランド
- Wpc. - 2004年に立ち上げたマスターブランド。
- unnurella - 高密度超撥水生地を使用した"濡らさない傘"ブランド[20]。
- KiU - 野外フェスティバルなどアウトドアに特化したレイングッズブランド[8]。『大人の外遊び』をコンセプトとしてオールウェザー対応のアイテムを展開[20]。

## 所在地

### 本社
大阪市住吉区我孫子1-2-9

### 長居支社
大阪市住吉区長居4-5-16

### 長居物流センター
大阪市住吉区長居東4-15-18

### 東京支社
東京都渋谷区幡ヶ谷2-19-7 Flos幡ヶ谷4F

## 店舗

### KiU
- 「KiU」旗艦店（KiUフラッグシップショップ渋谷）

東京都渋谷区神宮前6-19-16 越一ビル1F

### Wpc.™
- Wpc.™

大阪府大阪市中央区心斎橋筋1丁目8-3（心斎橋PARCO5F）

## 関連会社

### 沃爾特帕蒂（北京）貿易有限公司
北京市海淀区瑞王墳甲12号西院1号楼房C209

### ワールドパーティー
- ワールドパーティ公式サイト
- 株式会社ワールドパーティー 公式YouTube

### Wpc.
- Wpc.公式サイト
- unnurella公式サイト
- worldpartyUmbrella 公式YouTube
- ワールドパーティー (@wpcUmbrella) - X（旧Twitter）
- wpc_official（@wpc_official)  - Instagram

### KiU
- KiU 公式Webサイト
- ワールドパーティー (@kiu_official) - X（旧Twitter）
- KiU公式YouTube